# Pat Danner

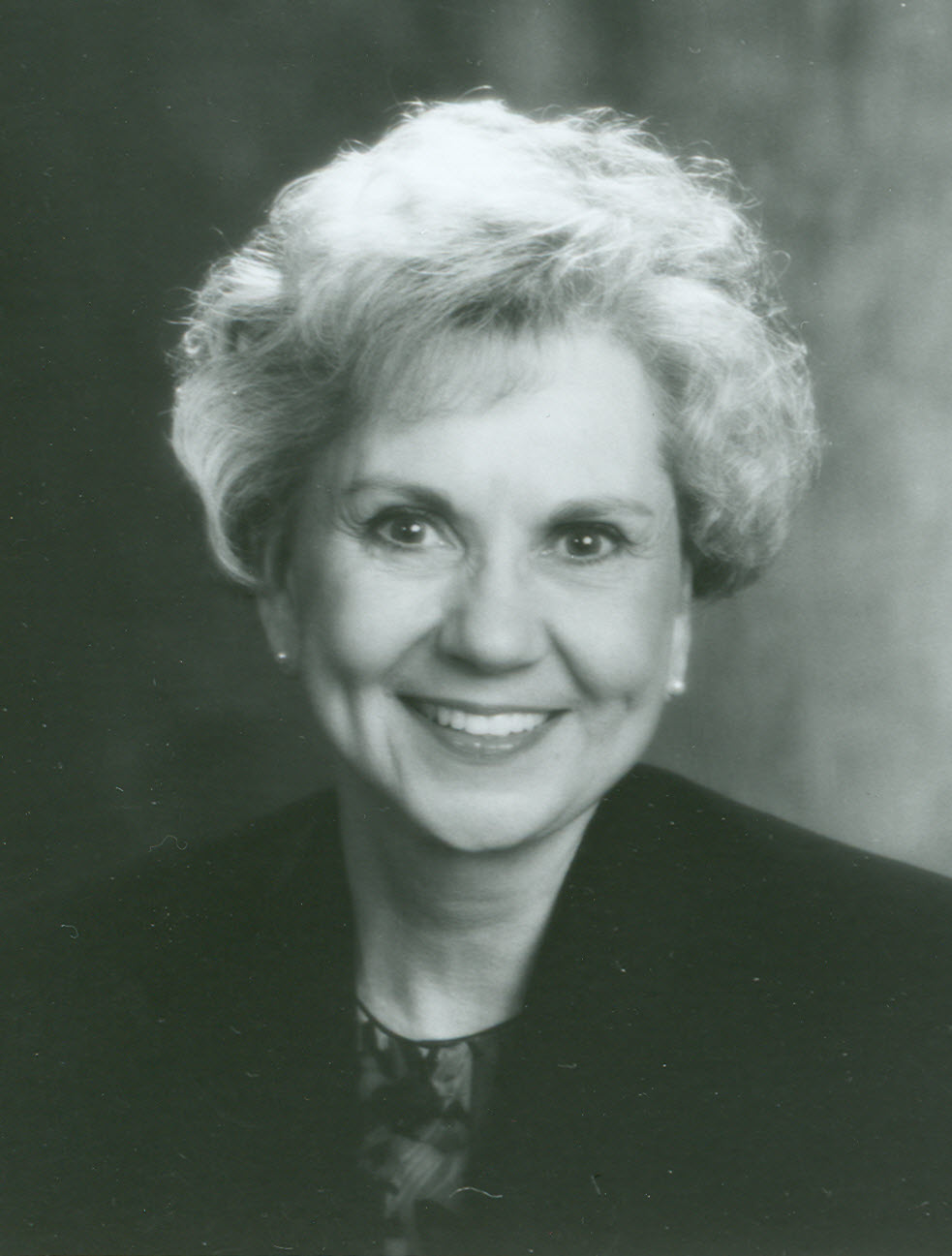
Pat Danner

Patsy Ann „Pat“ Danner (* 13. Januar 1934 in Louisville, Kentucky) ist eine ehemalige US-amerikanische Politikerin. Zwischen 1993 und 2001 vertrat sie den Bundesstaat Missouri im US-Repräsentantenhaus.

## Werdegang
Pat Danner besuchte die öffentlichen Schulen in Bevier (Missouri). Später studierte sie an der Northwest Missouri State University politische Wissenschaften. Danach begann sie als Mitglied der Demokratischen Partei eine politische Laufbahn. Von 1970 bis 1972 war sie stellvertretende Parteivorsitzende im neunten Kongresswahlbezirk von Missouri. Zur gleichen Zeit fungierte sie als Parteivorsitzende im Macon County. Zwischen 1973 und 1976 gehörte sie zum Stab des Kongressabgeordneten Jerry Litton. Von 1977 bis 1981 war sie Co-Vorsitzende der Ozarks Regional Commission. Von 1983 bis 1993 saß Danner im Senat von Missouri.
Bei den Kongresswahlen des Jahres 1992 wurde sie im sechsten Wahlbezirk von Missouri in das US-Repräsentantenhaus in Washington, D.C. gewählt, wo sie am 3. Januar 1993 die Nachfolge von Earl Thomas Coleman antrat. Nach drei Wiederwahlen konnte sie bis zum 3. Januar 2001 vier Legislaturperioden im Kongress absolvieren. Aus gesundheitlichen Gründen verzichtete Pat Danner im Jahr 2000 auf eine weitere Kandidatur. Ihr Sohn Steve bewarb sich um ihre Nachfolge im Kongress, unterlag aber dem Republikaner Sam Graves.